# نهر بوزي
نهر بوزي (بالبرتغالية: Rio Búzi‏) هو نهر في موزامبيق بأفريقيا ، يجري في إتجاه الشرق ماراً بإقليم «مانيكا» وإقليم سفالة ثم يصب في قناة موزمبيق غرب مدينة بييرا Beira مشكلاً مصب عريض.
يبلغ طول نهر بوزي 250 كيلومتر، ومساحة حجم حوض تصريفه 31,000 كيلومتر مربع، ويصل حجم تصريف مياهه السنوي إلى 79 متر مكعب في الثانية (2,790 قدم مكعب في الثانية) . ويسبب كل من نهر بوزي و نهر بنجوي Pungwe الذي يصب أيضاً في قناة موزمبيق فيضانات خلال العام.

## وصلات خارجية
وكالة الفضاء الأمريكية «ناسا» . الأرض من الفضاء